# جون فلتون
جون فيلتون (John Felton) (حوالي 1595 - 29 نوفمبر 1628) كان ملازمًا في الجيش الإنجليزي، قام بطعن جورج فيليرز، دوق بكنغهام الأول حتى الموت في حانة غريهاوند في بورتسموثفي 23 أغسطس 1628.

## روابط خارجية
- جون فلتون على موقع الموسوعة البريطانية (الإنجليزية)